# 스마일 자메이카
스마일 자메이카(Smile Jamaica)는 텔레비전 자메이카에서 방영되는 자메이카의 텔레비전 방송이다. 주중 오전 6시에 8시 반까지 방영된다. 뉴스와 정보를 제공하는 아침 뉴스 방송이다.